# Geoff Heskett
Geoffrey Heskett, detto Geoff (Melbourne, 3 agosto 1929 – Melbourne, 5 febbraio 2023), è stato un cestista australiano.

## Carriera
Con l'Australia ha disputato le Olimpiadi del 1956, segnando 35 punti in 7 partite.